# Sim Kwon-ho
Sim Kwon-ho (né le 10 octobre 1972) est un lutteur sud-coréen spécialiste de la lutte gréco-romaine. Il participe aux Jeux olympiques d'été de 1996 et aux Jeux olympiques d'été de 2000. Il remporte lors de ces deux éditions la médaille d'or et est, à ce jour, le seul lutteur sud-coréen à remporter deux titres aux Jeux olympiques. Le lutteur compte également deux titres de champion du monde.

## Palmarès

### Jeux olympiques
- Jeux olympiques de 1996 à Atlanta,  États-Unis
  -  Médaille d'or

- Jeux olympiques de 2000 à Sydney,  Australie
  -  Médaille d'or